# Tân Lợi (An Giang)
Tân Lợi is een xã in het district Tịnh Biên, een van de districten in de Vietnamese provincie An Giang in de Mekong-delta.